# Märzenbier

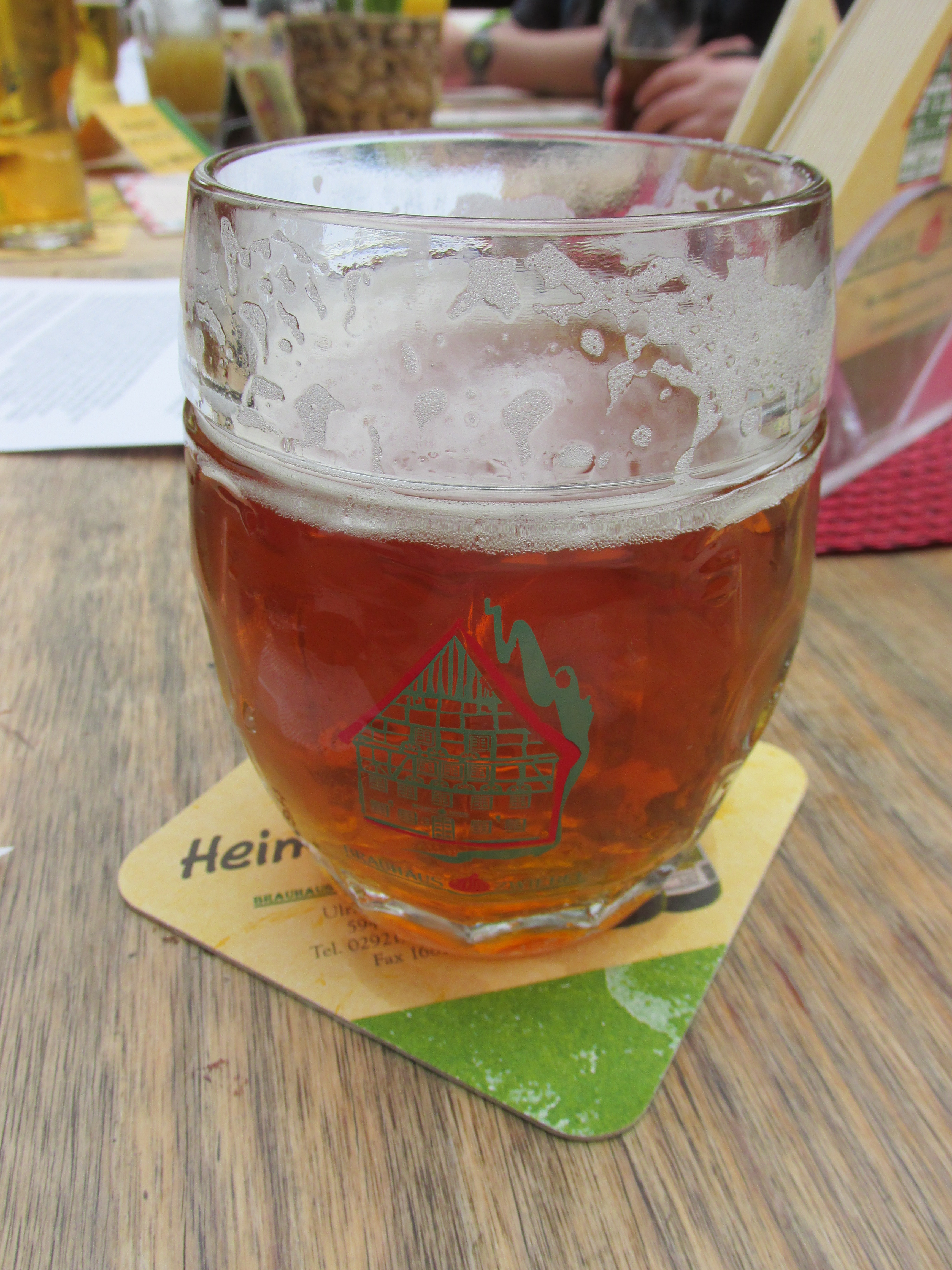
Märzenbier

Märzenbier oder kurz Märzen ist ein untergäriges Vollbier, das ursprünglich im März gebraut wurde.

## Geschichte
In der bayerischen Brauordnung von 1539 und per Dekret durch Albrecht V. von 1553 wurde festgelegt, dass nur zwischen Michaeli (29. September) und Georgi (23. April) gebraut werden durfte. In den fünf Monaten danach war das Bierbrauen verboten. Grund war die in den Sommermonaten erhöhte Brandgefahr beim Biersieden. Hinzu kam, dass die Herstellung des in Bayern seit dem 18. Jahrhundert beliebten untergärigen Biers Temperaturen von unter zehn Grad erfordert.
Um bis zur nächsten Brausaison nicht ohne Bier zu sein, braute man im März ein besonderes, haltbares Bier. Dies erreichte man durch Erhöhung des Gehalts an Stammwürze und Alkohol und durch stärkere Hopfung. Es wurde in tiefen Felsenkellern gelagert. Wenn möglich, wurden diese mit Natureis bestückt. Diese Eisblöcke wurden meist nahe gelegenen Flüssen oder dem brauereieigenen Teich entnommen. Um den Keller und seinen Zugang vor starker Sonneneinstrahlung zu schützen, pflanzte man die Rosskastanie darüber, die dank ihrer großen Blätter reichlich Schatten spendete, mit ihren flachen Wurzeln jedoch keine Gefahr für die Kellerdecke darstellte. Eher beiläufig entwickelte sich so aus dem jeweiligen Brauereiausschank mit der Zeit der heute typische bayerische Biergarten bzw. der fränkische Bierkeller, zu dessen vertrauter Optik noch heute schattige Kastanienbäume gehören.
Da das im März gebraute stärkere Bier am längsten haltbar war, wurde dieses zuletzt verbraucht, weshalb früher das Bier auf dem Oktoberfest ein Märzenbier war. Das heute auf dem Oktoberfest ausgeschenkte Bier ist jedoch heller und entspricht eher dem Biertyp Wiener Export. Eine dem Märzen stark ähnelnde Exportbier-Variante trägt in Franken den Namen „Spezial“.

## Märzenbier heute
Die Bezeichnung Märzenbier wird vor allem in Süddeutschland und in Österreich allgemein für stärkere Lagerbiere verwendet, statt der Kategorie Exportbier. In der traditionellen süddeutschen Brauart stehen auch einzelne Märzenbiere aus Hessen, Nordrhein-Westfalen und Thüringen, diese Brauart wird international als „German-Style Maerzen“ bezeichnet. Auch beim seit Anfang des 15. Jahrhunderts belegten Bamberger Aecht Schlenkerla Rauchbier handelt sich um ein Märzen.
In Österreich ist die Begriffsverwendung komplexer, wo ein Bier des „Typs Märzen“ ein untergäriges Bier ist, aber Märzenbier, das „Standardbier“ des Landes, synonym für Helles steht; es ist also leichter und hat etwas weniger Stammwürze. Somit ist auch der Alkoholgehalt geringer und liegt durchschnittlich bei 4 % bis 5 % Alkohol. Die Farbcharakteristik ist zudem nicht bernsteinfarben, sondern infolge des geringeren Malzeinsatzes meist strohgelb.
In Litauen wird unter der Bezeichnung Švyturys Baltijos ein Märzenbier angeboten.
In Tschechien wird das Bier als „Märzen“ oder „březňák“ bezeichnet (siehe auch die Biermarke Březňák).
In den Vereinigten Staaten brauen mehrere Brauereien Märzenbiere im ursprünglichen Stil, inzwischen auch wieder in Bayern.

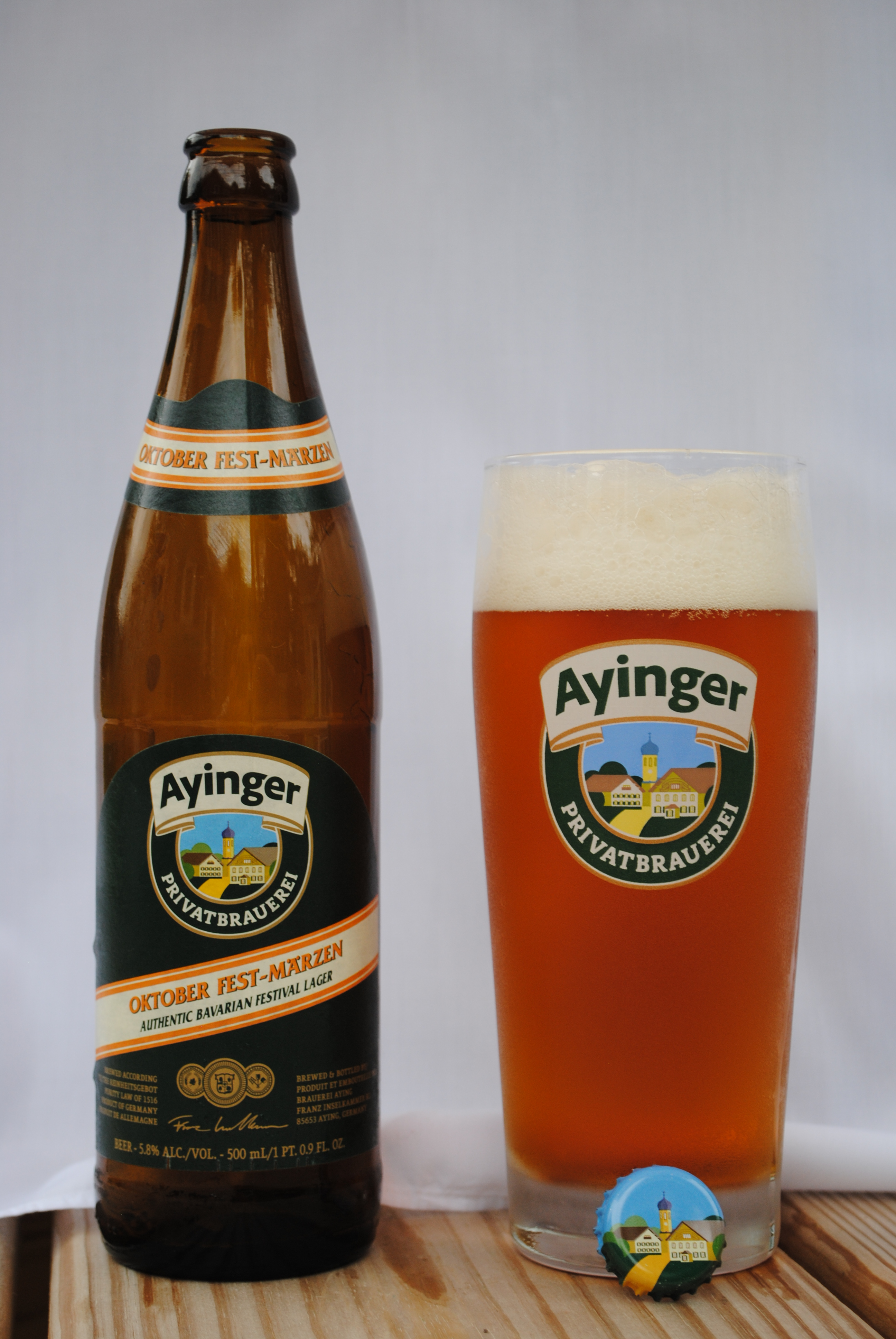
Bayerisches Märzenbier der Brauerei Aying
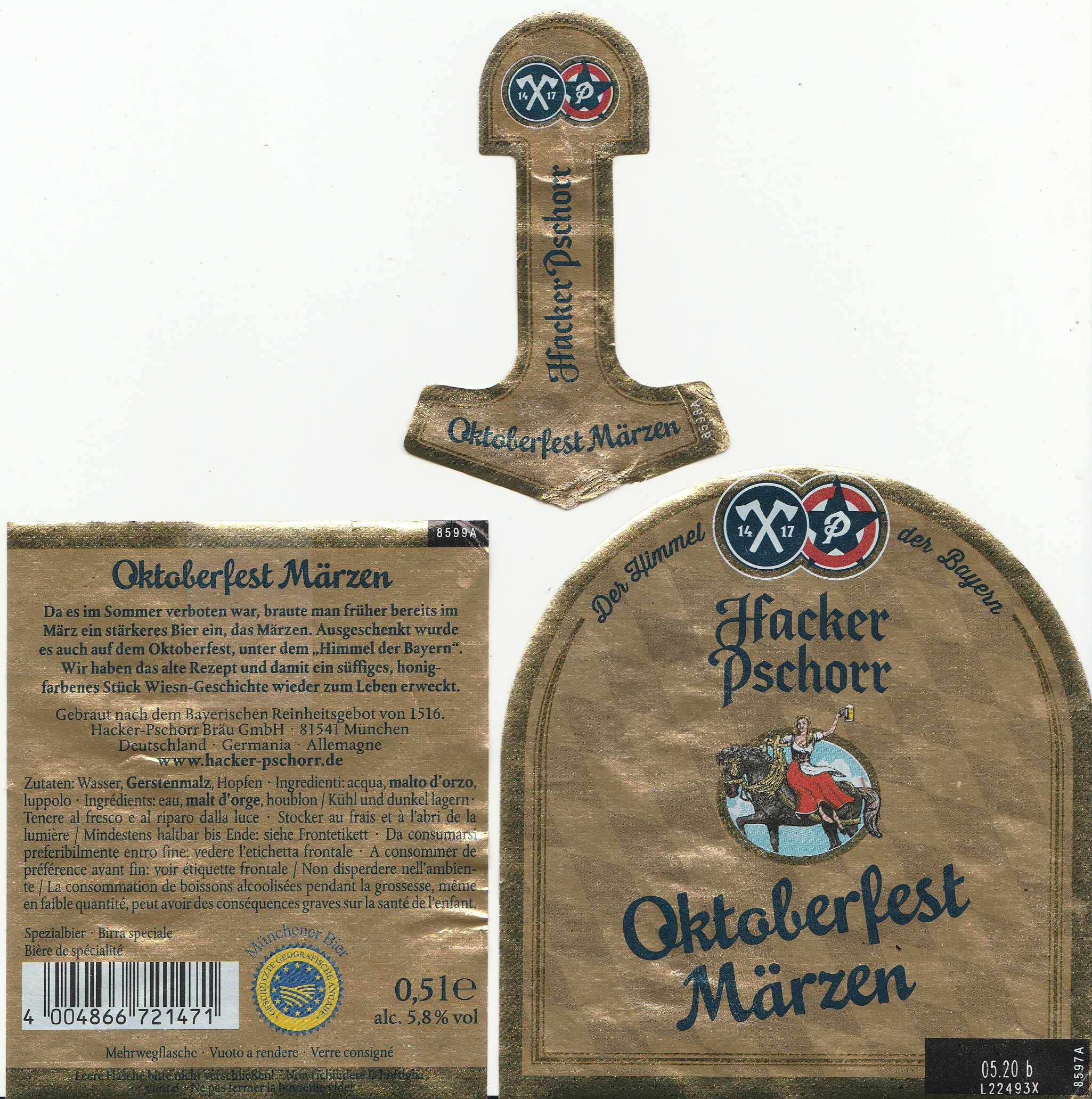
Etiketten des „Oktoberfest Märzen“ von Hacker-Pschorr
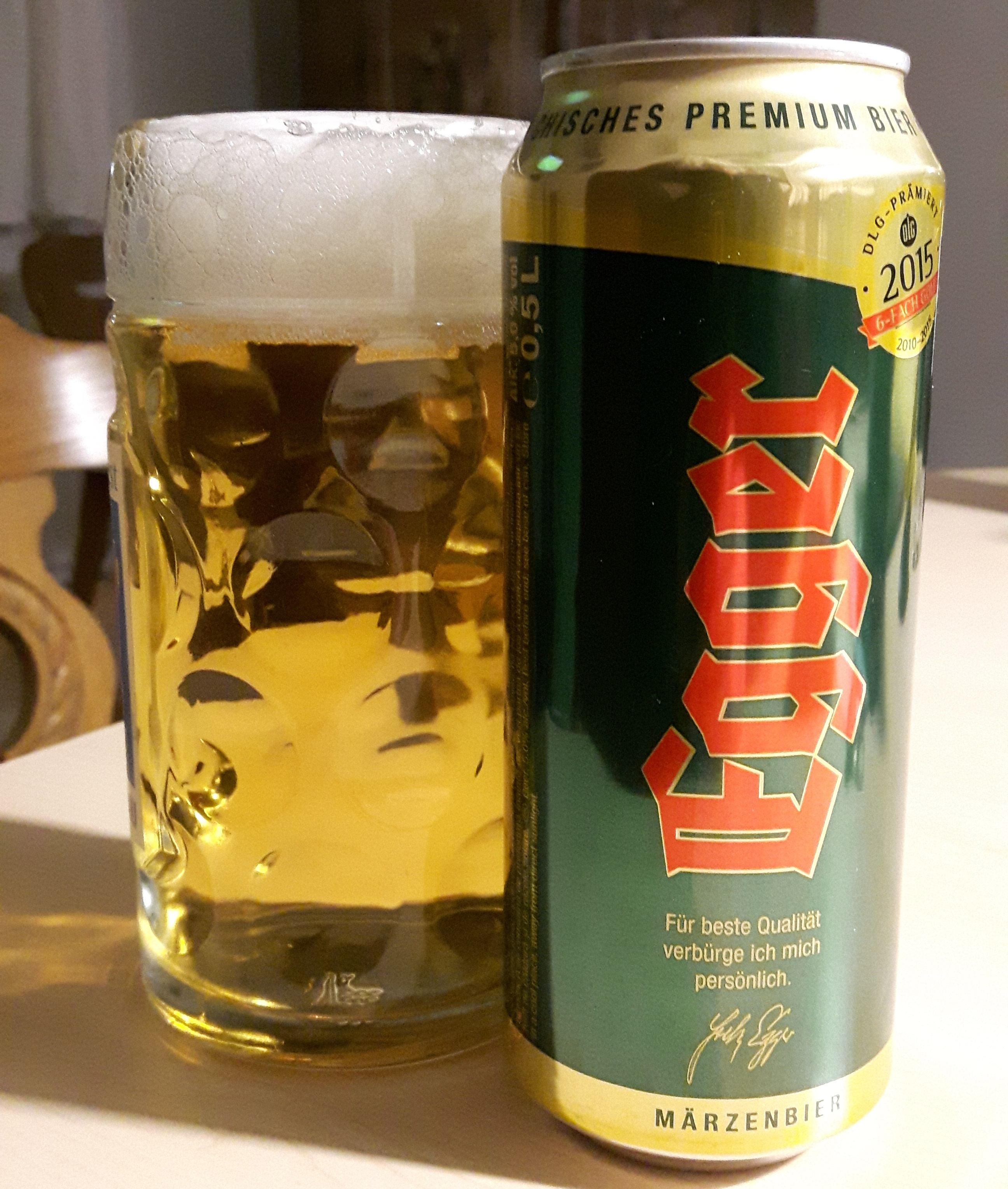
Österreichisches Märzenbier der Privatbrauerei Egger
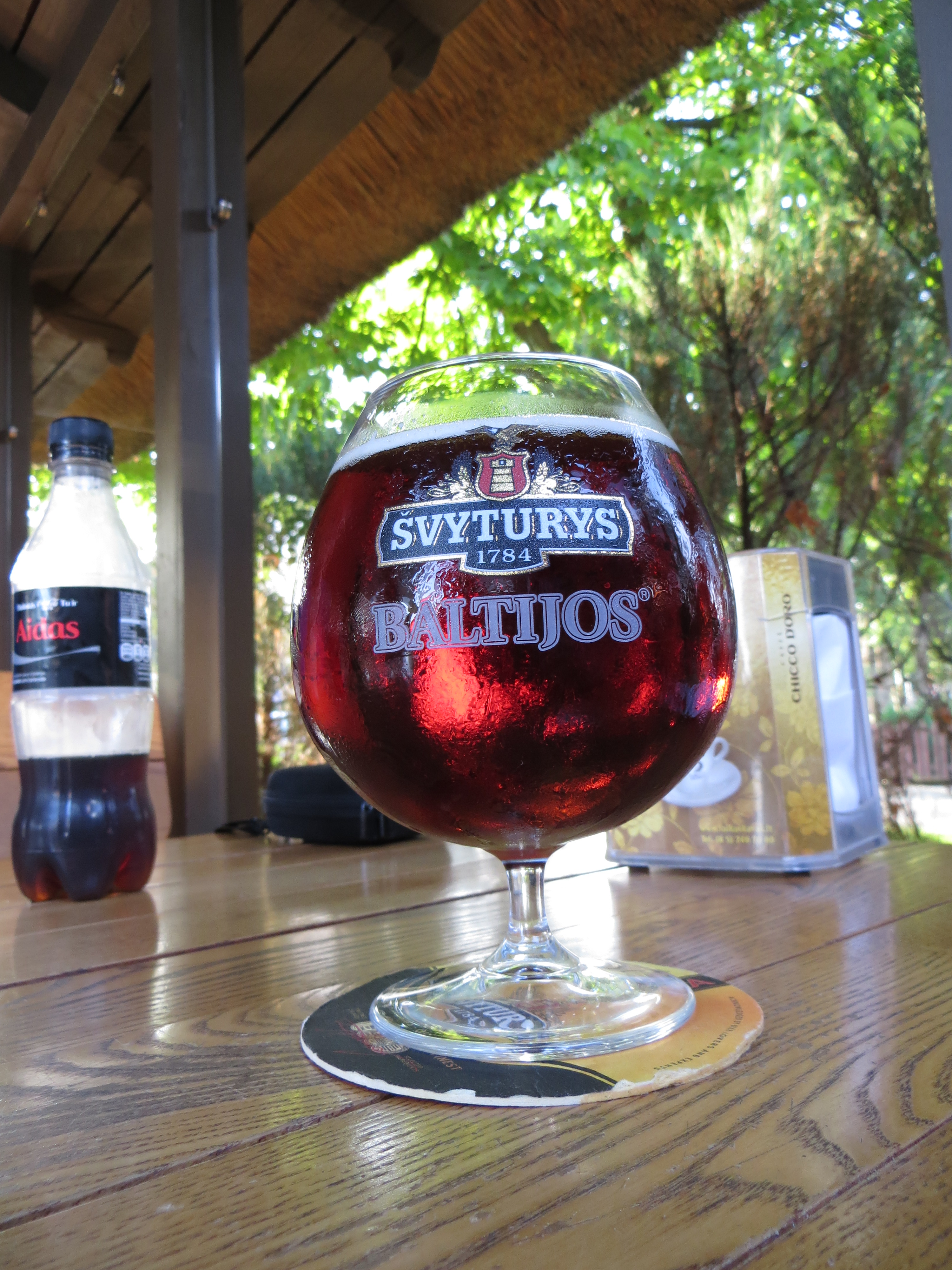
Švyturys Baltijos (Litauen)